# Anna Joanna Żaczek
Anna Joanna Żaczek (ur. 14 października 1976 w Gdańsku) – polska biotechnolożka, prorektorka Gdańskiego Uniwersytetu Medycznego.

## Życiorys
Anna Żaczek w 1995 ukończyła III Liceum Ogólnokształcące w Sopocie. W 2000 uzyskała tytuł magistra biotechnologii na Międzyuczelnianym Wydziale Biotechnologii Uniwersytetu Gdańskiego i Akademii Medycznej w Gdańsku (seminarium Krzysztofa Bielawskiego). W 2004 otrzymała tamże stopień doktorki nauk biologicznych, dyscyplina biochemia, specjalność biologia molekularna, na podstawie napisanej pod kierunkiem Anny Podhajskiej dysertacji Analiza występowania zaburzeń onkogenów z rodziny erbB w polskiej populacji chorych na raka piersi. W 2015 habilitowała się na Gdańskim Uniwersytecie Medycznym (GUMed) w dziedzinie nauk medycznych, dyscyplina biologia medyczna, specjalność biologia nowotworów, przedstawiwszy dzieło Identyfikacja markerów molekularnych o znaczeniu prognostycznym i predykcyjnym w pierwotnych i przerzutowych ogniskach raka piersi. W 2021 otrzymała tytuł profesorki nauk medycznych i nauk o zdrowiu. W latach 2021–2023 odbyła na Uniwersytecie Gdańskim studia podyplomowe Executive Master of Business Administration (EMBA).
Od 2004 związana zawodowo z Akademią Medyczną w Gdańsku (od 2009 Gdańskim Uniwersytetem Medycznym), w tym z Zakładem Biologii Komórki w Katedrze Biotechnologii Medycznej (2007–2019) oraz Zakładem Onkologii Translacyjnej (od 2019), w tym jako kierowniczka zakładu oraz p.o. dyrektora Instytutu Biotechnologii Medycznej i Onkologii Doświadczalnej GUMed. Prorektorka do spraw rozwoju i współpracy GUMed w kadencji 2024–2028.
Jej zainteresowania naukowe obejmują zagadnienia: biologii i diagnostyki molekularnej chorób nowotworowych, szczególnie w kontekście płynnych biopsji i oznaczania w nich krążących komórek nowotworowych, badania typu translacyjnego w raku piersi oraz zastosowanie technik diagnostyki molekularnej w optymalnym stosowaniu terapii celowanych w nowotworach.
Członkini: Polskiego Towarzystwa Onkologicznego (od 2005), European Association for Cancer Research (od 2010), Stowarzyszenia TOP500 Innovators (od 2013), American Association for Cancer Research (2014–2016), EIT Health Alumni (od 2017).